# Georg Wilhelm Justin Wagner
Georg Wilhelm Justin Wagner (* 11. April 1793 in Pfungstadt; † 31. August 1874 in Roßdorf) war ursprünglich Geometer, später Historiker und erster gewählter Bürgermeister von Roßdorf bei Darmstadt.

## Leben
Georg Wilhelm Justin Wagner wurde 1793 als Sohn des Pfarrers Karl Samuel Wagner (* 1760; † 1839) mit seiner Gattin Maria Catharina Stockhausen (* 1771; † 1830) geboren. Er entstammte der oberhessischen Theologen- und Beamtenfamilie Wagner, die urkundlich gesichert 1537 in Nidda auftritt. Mit der Versetzung seines Vaters nach Mörfelden (1799–1809) und nach Roßdorf (1809–1839) siedelte die Familie dorthin über. 
Nach dem Besuch des Darmstädter Gymnasiums und der Forstlehranstalt in Lich nahm er als freiwilliger hessischer Jäger unter dem Erbprinzen Philipp von Hessen-Homburg am Feldzug von 1814 teil. Anschließend studierte er in Gießen Forstwissenschaften und Mathematik. Nach der bestandenen Staatsprüfung zum Geometer wurde er ab 1820 im damaligen Landratsbezirk Reinheim als Geometer tätig.
Von 1822 bis 1825 war er Bürgermeister der Gemeinde Roßdorf. Danach war ihm von 1827 bis 1832 die technische Leitung des Kommunalstraßenbaus im Landratsbezirk Reinheim übertragen. Später privatisierte er in Roßdorf. Seit seiner Tätigkeit in Reinheim interessierte sich Wagner für Ortsgeschichte und verfasste im Stile der Zeit eine statistisch-topographische Beschreibung des Großherzogtums Hessen (4 Bände, 1829–1831). Nach vieljähriger Forschungstätigkeit erschienen seine Arbeiten zu den Wüstungen des Großherzogtums (3 Bände, 1854–1865), angeregt durch das Werk Georg Landaus, sowie die 1865 im Manuskript fertiggestellten vormaligen geistlichen Stifte im Großherzogthum Hessen (2 Bände, 1873–1877), von denen der erste Band noch kurz vor seinem Tode erschien und der zweite Band 1878 von Friedrich Schneider herausgegeben wurde.
Sein Nachlass gelangte an das Hessische Staatsarchiv Darmstadt und zeugt von einer fleißigen Sammeltätigkeit Wagners. Der Großherzog ehrte ihn mit der Ernennung zum Hofrat. In Roßdorf ist die Justin-Wagner-Schule und die Wagnerstraße nach ihm benannt. 
Georg Wilhelm Justin Wagner war der Neffe des Theologen, Pädagogen und Hofbibliothekars Friedrich Ludwig Wagner.

## Schriften
- Statistisch-topographische Beschreibung des Großherzogthums Hessen. 4 Bände, 1829–1831.
- Geschichte und Beschreibung von Darmstadt. 1840.
- Die Wüstungen im Großherzogthum Hessen. 3 Bände, 1854–1865.
- Die vormaligen geistlichen Stifte im Großherzogthum Hessen. 2 Bände, 1873–1878. (Digitalisat)